# Hypostomus lexi
Hypostomus lexi är en fiskart som först beskrevs av Ihering, 1911.  Hypostomus lexi ingår i släktet Hypostomus och familjen Loricariidae. Inga underarter finns listade i Catalogue of Life.